# Wektor przeciwny
Zasugerowano, aby zintegrować ten artykuł z artykułem wektor. Nie opisano powodu propozycji integracji.
Wektor przeciwny do wektora {\displaystyle {\vec {a}}} oznaczany {\displaystyle -{\vec {a}}} to wektor spełniający równanie {\displaystyle {\vec {a}}+(-{\vec {a}})={\vec {0}}.}
Kierunek i długość wektora {\displaystyle -{\vec {a}}} są równe kierunkowi i długości wektora {\displaystyle {\vec {a}},} zaś zwrot tego wektora jest przeciwny.
Wektor przeciwny:

W przestrzeni R² zachodzi równość:
{\displaystyle -[a_{x},a_{y}]=[-a_{x},-a_{y}].}
W przestrzenie R³ zachodzi:
{\displaystyle -[a_{x},a_{y},a_{z}]=[-a_{x},-a_{y},-a_{z}].}